# Viernes Negro (1910)

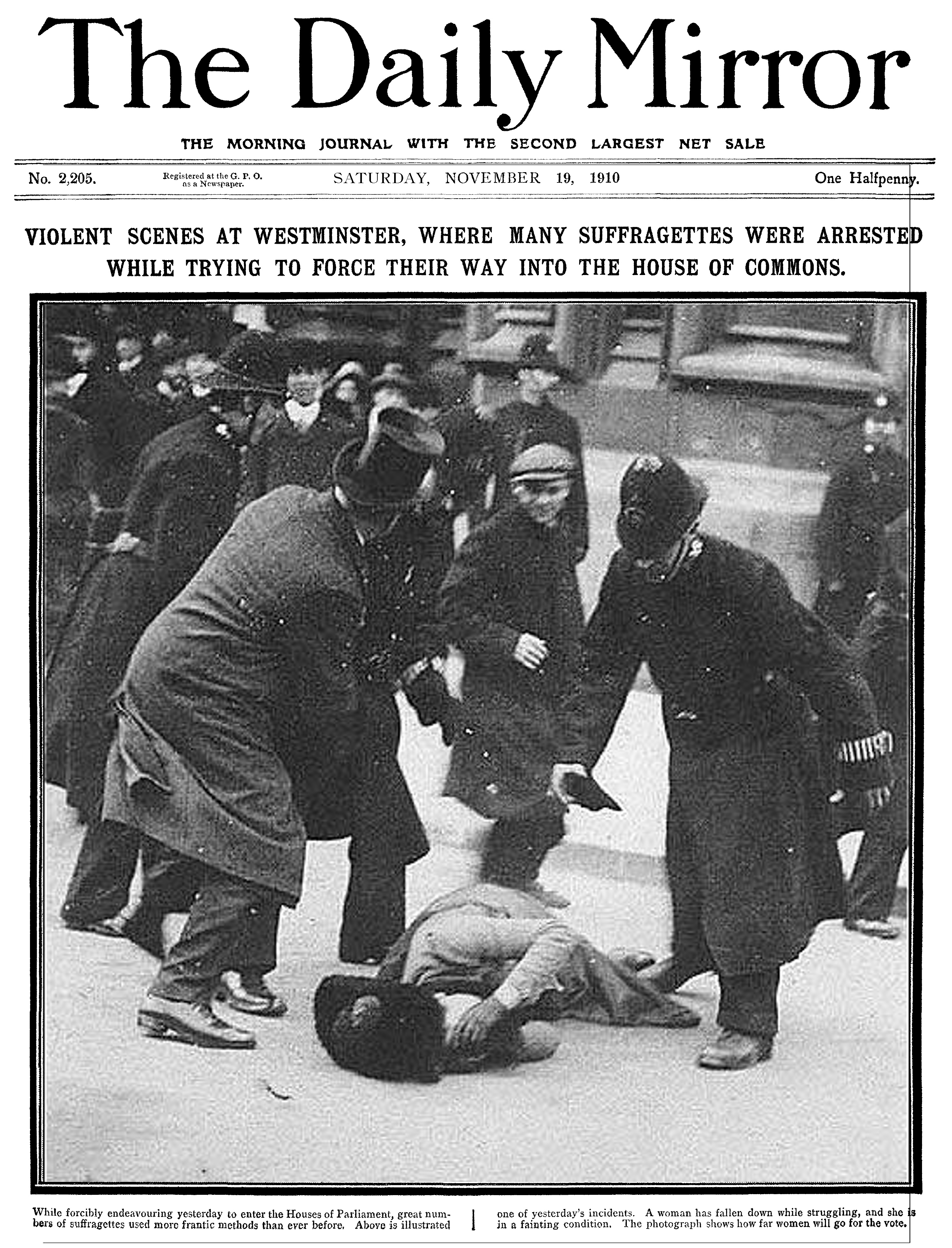
Portada del The Daily Mirror, 19 de noviembre de 1910, mostrando a una sufragista en el suelo.

El viernes negro fue una manifestación sufragista en Londres, el 18 de noviembre de 1910, donde trescientas mujeres marcharon al Parlamento como parte de su campaña para pedir el derecho de voto para la mujer. Fue bautizado así por la violencia ejercida contra las mujeres, incluso en algunos casos de carácter sexual, por la Policía Metropolitana y espectadores que se sumaron al ataque.
Durante la campaña por las elecciones generales del Reino Unido de enero de 1910, HH Asquith —Primer Ministro y líder del Partido Liberal— se comprometió a presentar un proyecto de ley de conciliación para introducir una medida que permitiera el voto femenino en las elecciones generales. Cuando fue devuelto al poder, se formó un comité compuesto por parlamentarios de varios partidos políticos favorables al sufragio femenino; propusieron una legislación que, de haber visto la luz, habría agregado un millón de mujeres al censo. El movimiento sufragista apoyó dicha legislación. Aunque los parlamentarios respaldaron el proyecto de ley y aprobaron su primera y segunda lectura, Asquith se negó a otorgarle más tiempo parlamentario. El 18 de noviembre de 1910, tras un colapso entre la Cámara de los Comunes y la Cámara de los Lores por la discusión acerca del presupuesto de ese año, Asquith convocó a otras elecciones generales y disolvió el parlamento el 28 de noviembre.
La Unión Social y Política de las Mujeres (WSPU) entendió ese movimiento como una traición y organizó una marcha de protesta al parlamento desde Caxton Hall en Westminster. 
Las fuerzas policiales y una multitud de transeúntes, se enfrentaron a trescientas manifestantes frente al Parlamento; Las mujeres fueron atacadas durante las siguientes seis horas. Muchas se quejaron de la naturaleza sexual de los ataques, que incluyeron sobar y pellizcar sus senos. La policía arrestó a 4 hombres y 115 mujeres, aunque al día siguiente se retiraron todos los cargos. El comité de conciliación protestó y realizó entrevistas a 135 manifestantes, que en su mayoría describieron actos de violencia contra las mujeres; 29 de las declaraciones incluyeron detalles de agresión sexual. Las peticiones para que se acometiese una investigación pública fueron rechazadas por Winston Churchill, entonces Ministro del Interior.
Esta violencia pudo haber causado la muerte posterior de dos sufragistas. La manifestación condujo a un cambio de estrategia: muchas de las mujeres miembros de la WSPU no estaban dispuestas a arriesgarse a una violencia similar, por lo que retomaron sus formas previas de acción directa, como arrojar piedras y romper ventanas, lo que les daba suficiente tiempo para escapar. La policía también cambió sus tácticas: Durante futuras manifestaciones intentaron no arrestarlas demasiado pronto ni demasiado tarde.

### Unión Social y Política de las Mujeres

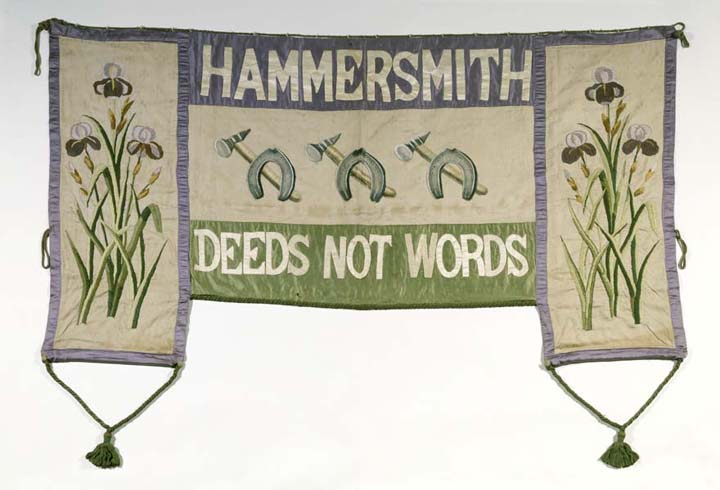
Estandarte de la rama Hammersmith de la Unión Social y Política de las Mujeres.

La Unión Social y Política de las Mujeres (Women's_Social_and_Political_Union - WSPU) se formó en 1903 por la activista política Emmeline Pankhurst. Alrededor de 1905, tras el fracaso del proyecto de ley private member's bill para introducir el voto de la mujer, la organización comenzó a utilizar la acción directa militante para hacer campaña por el sufragio femenino.. Según la historiadora Caroline Morrell, desde 1905 "Se había establecido el patrón básico de las actividades de WSPU para los próximos años: tácticas militantes planificadas previamente, encarcelamiento declarado martirio, publicidad y aumento de mujeres miembros y fondos." 
A partir de 1906, las mujeres asociadas al WSPU adoptaron el nombre de suffraguettes, para diferenciarse de las sufragistas de la Unión Nacional de Sociedades de Sufragio Femenino (National_Union_of_Women's_Suffrage_Societies), de carácter más moderado, que empleaban métodos constitucionales en su campaña por el voto.  Desde 1907, las manifestaciones de WSPU se enfrentaron a una creciente violencia policial.  Sylvia Pankhurst —la hija de Emmeline y miembro de WSPU— describió una manifestación en la que participó en febrero de ese año:

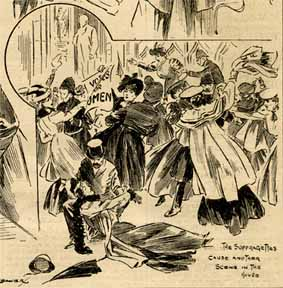
Ilustración aparecida en The Graphic de las suffragettes en el Central Lobby de la Cámara de los Comunes en febrero de 1907

El Parlamento estaba custodiado por un ejército de policías para evitar que las mujeres se acercaran a los precintos de seguridad. Los agentes tenían la orden de ahuyentarlas, haciendo la menor cantidad de arrestos posible. Hombres a caballo dispersaron a las manifestantes; la policía de a pie las agarró por la nuca, y extendiendo y aproximando su brazo, las golpeaba en la espalda con sus rodillas, a la manera aprobada por la policía.... Las que se refugiaron en los portales fueron arrastradas por los escalones y arrojadas delante de los caballos, luego fueron atacadas por los agentes y golpeadas nuevamente.... A medida que avanzaba la noche, la violencia creció. Finalmente, cincuenta y cuatro mujeres y dos hombres fueron arrestados..
Tras una manifestación en junio de 1908 en la que "aparecieron pandillas de matones organizadas que trataron a las mujeres con todo tipo de indignidades",  Sylvia Pankhurst se quejó de que "el abuso por parte de la policía y los matones fue el mayor que habían experimentado hasta la fecha".  Durante una manifestación en junio de 1909, una delegación intentó forzar una reunión con Herbert Henry Asquith, el Primer Ministro; 3.000 policías fueron movilizados para evitar que las mujeres entrasen en el parlamento, arrestando a 108 mujeres y 14 hombres. Después de la violencia policial utilizada en esa ocasión, el WSPU comenzó a cambiar su estrategia, optando por romper ventanas en lugar de intentar entrar en el parlamento. Sylvia Pankhurst escribió que "Dado que debemos ir a la cárcel para obtener el voto, que sean las ventanas del Gobierno, no los cuerpos de las mujeres las que se rompan".

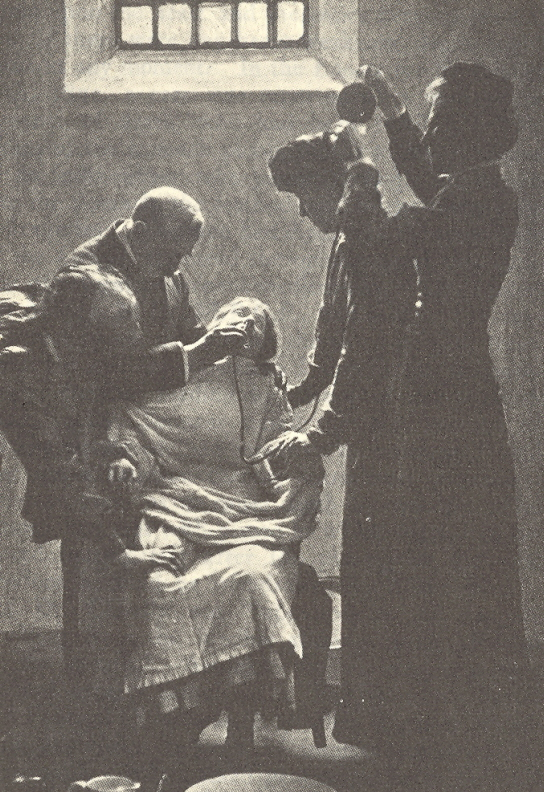
Una suffragette es alimentada a la fuerza en la prisión de Holloway c.. 1911

En una manifestación en octubre de 1909, en la que nuevamente la WSPU intentó precipitarse en el parlamento, diez manifestantes fueron llevadas al hospital. Las sufragistas no se quejaron del aumento del nivel de violencia policial. Lady Constance Bulwer-Lytton escribió que "se corrió la voz de que debíamos ocultar lo mejor que pudiéramos, nuestras muchas lesiones. Nuestra estrategia no pretendía meter a la policía en problemas".  El nivel de violencia en la acción sufragista aumentó a lo largo de 1909: se arrojaron ladrillos a las ventanas del Partido Liberal durante sus reuniones. Asquith fue atacado mientras salía de la iglesia; y se arrojaron tejas a la policía cuando trató de impedir otra manifestación política. La opinión pública se volvió en contra de esas tácticas y, según Morrell, el gobierno aprovechó esta corriente de opinión para introducir medidas más fuertes contra ellas. Así, en octubre de 1909, Herbert_Gladstone, el Ministro del Interior, decretó que todas las prisioneras en huelga de hambre deberían ser alimentadas a la fuerza.

### Situación política

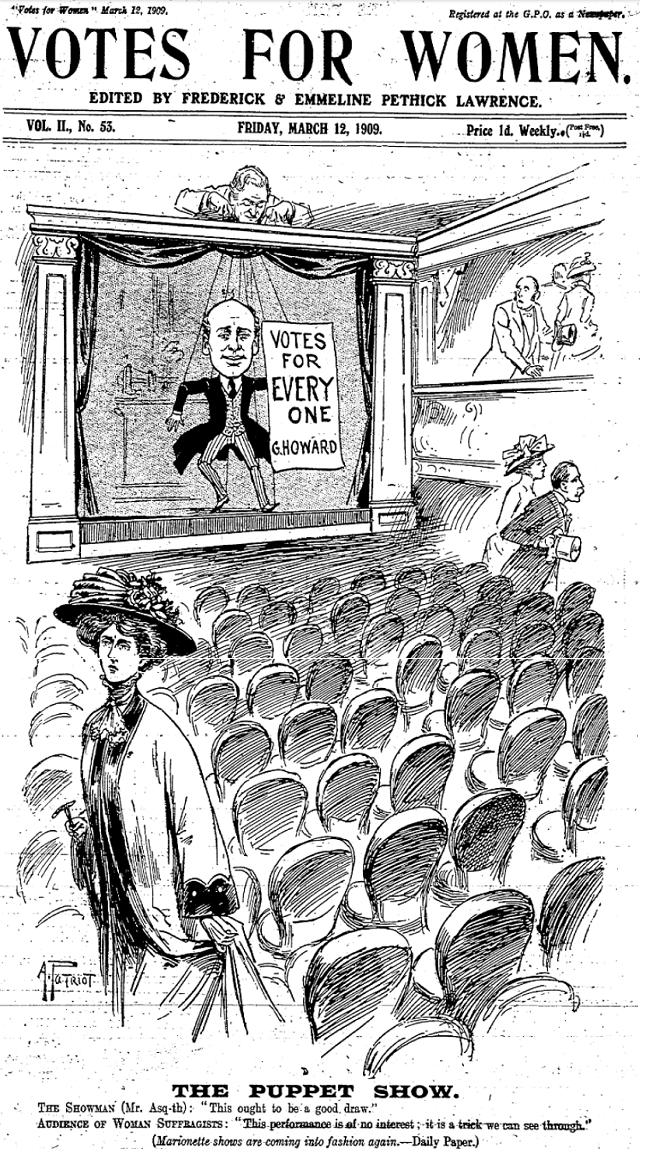
Portada del periódico Votes for Women mostrando una caricatura de Asquith que ofrece un sufragio más amplio y las sufragistas despreciando esa posibilidad.

El gobierno Liberal (1905–1915) elegido en 1905 emprendió una reforma con leyes para combatir la pobreza, lidiar con el desempleo y establecer pensiones. La Cámara de los Lores, dominada por el Partido Conservador, impidió gran parte de esa legislación.  En 1909, el canciller de Hacienda, David Lloyd George, introdujo el llamado Presupuesto del Pueblo, con la intención de redistribuir la riqueza entre la población.  Este presupuesto fue aprobado por la Cámara de los Comunes, pero rechazado por los Lores. Como resultado, el 3 de diciembre de 1909, Asquith convocó elecciones generales para el nuevo año y obtener así un nuevo mandato para la legislatura.  Como parte de la campaña para las elecciones de enero de 1910, Asquith, conocido anti-sufragista, anunció que si fuera reelegido, presentaría un proyecto de ley de conciliación (Conciliation_Bill), para introducir una medida de sufragio femenino. Las sufragistas rechazaron la propuesta porque era poco creíble.  La elección produjo un parlamento sin mayoría, con la bancada liberal prácticamente eliminada. Aunque obtuvieron mayor número de escaños, solo obtuvieron dos parlamentarios más que el Partido Conservador. Asquith pudo retener el poder gracias al apoyo del Partido Parlamentario Irlandés. 
El 31 de enero de 1910, en respuesta a la declaración de Asquith, Pankhurst anunció que WSPU detendría toda actividad militante y se centraría únicamente en actividades constitucionales.  Durante seis meses, el movimiento sufragista entró en una campaña de propaganda, organizando marchas y reuniones, y los consejos locales aprobaron resoluciones que respaldaban el proyecto de ley. Cuando se convocó el nuevo Parlamento, se formó un comité de conciliación entre partidos de parlamentarios a favor del sufragio femenino bajo la presidencia de Lord Lytton, el hermano de Lady Constance Bulwer-Lytton. Propusieron una legislación que excluía a las amas de casa y a las mujeres que atendían en comercios; el proyecto de ley se basó en las leyes de censo existentes para las elecciones del gobierno local, según las cuales algunas mujeres habían podido votar desde 1870. La medida habría sumado aproximadamente un millón de mujeres al censo electoral. Se decidió mantener un número relativamente pequeño para que el proyecto de ley fuera aceptado por los parlamentarios, en su mayoría conservadores. Aunque el WSPU pensó que el alcance del proyecto de ley era demasiado limitado (excluía a las mujeres que vivían fuera de sus casas, a la mayoría de las esposas y a las mujeres de la clase trabajadora) lo aceptaron como un paso importante.
El proyecto de ley de conciliación se introdujo en el Parlamento como un proyecto de ley de miembros privados (Private_members_bill) el 14 de junio de 1910. La cuestión del sufragio femenino produjo división dentro del Gabinete, y el proyecto de ley se discutió en tres reuniones separadas.  En una reunión del gobierno del 23 de  junio, Asquith declaró que permitiría pasar a la segunda etapa de lectura, pero al no asignarle más tiempo parlamentario, el proyecto fracasaría.  Casi 200 diputados firmaron un memorando a Asquith pidiendo tiempo parlamentario adicional para debatir la ley, pero él se negó. El proyecto de ley recibió su segunda lectura los días 11 y 12 de julio, que pasó de 299 a 189 diputados. Tanto Churchill como Lloyd George votaron en contra de la medida; Churchill lo llamó "antidemocrático".  El Parlamento se prorrogó hasta noviembre.  El WSPU decidió esperar hasta que el Parlamento se volviera a reunir antes de decidir si iban a volver a la acción. Decidieron además que si no se dedicaba tiempo parlamentario adicional al Proyecto, Christabel Pankhurst encabezaría una delegación que acudiría al Parlamento, exigiría que el proyecto de ley se convirtiera en ley y se negaría a irse hasta que se llevara a cabo.  El 12 de noviembre, el político del partido liberal Sir Edward Gray anunció que no habría más tiempo parlamentario para la ley de conciliación ese año. El WSPU anunció que, en protesta, emprenderían una manifestación de sus militantes el día 18 de Noviembre, día que se volvería a convocar el Parlamento. 

## 18 noviembre

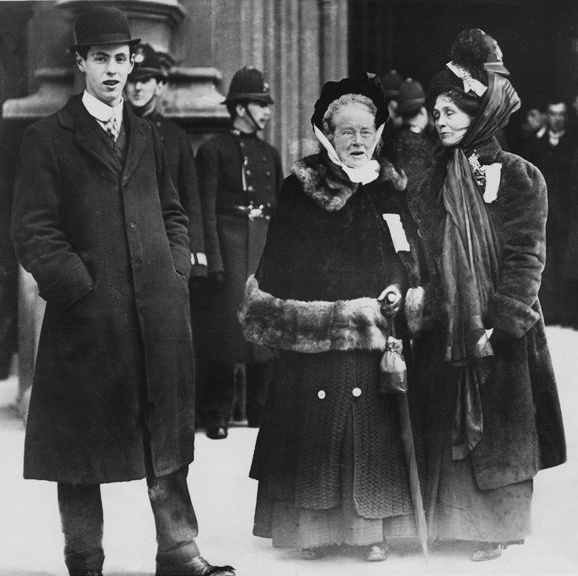
Elizabeth Garrett Anderson y Emmeline Pankhurst en el Parlamento el viernes Negro

El 18 de noviembre de 1910, en un intento por resolver el estancamiento parlamentario derivado del veto de la Cámara de los Lores sobre la legislación de los Comunes, Asquith convocó elecciones generales y dijo que el parlamento se disolvería el 28 de noviembre; todo el tiempo restante debía dedicarse a asuntos oficiales del gobierno. No se refirió al proyecto de ley de conciliación.  Al mediodía, la WPSU celebró un mitin en Caxton Hall, Westminster. El evento había sido ampliamente publicitado, y la prensa nacional estaba preparada para la manifestación que se esperaba por la tarde.  Desde Caxton Hall, aproximadamente 300 mujeres, divididas en grupos de diez a doce por la organizadora de la WSPU, Flora Drummond, marcharon al parlamento para ser recibidas por Asquith. La delegación fue dirigida por Emmeline Pankhurst. Las delegadas en el grupo principal incluyeron a la Dra. Elizabeth Garrett Anderson, la Dra. Louisa Garrett Anderson, Hertha Ayrton y la Princesa Sophia Duleep Singh.  El primer grupo llegó a la entrada de San Esteban a la 1:20 p. m..  Fueron llevadas a la oficina de Asquith donde su secretario privado les informó que el primer ministro se negaba a verlas. Las llevaron de regreso a la entrada de San Esteban, donde las dejaron para ver la manifestación. 
Las manifestaciones anteriores en el Parlamento habían sido vigiladas por la  División A local, que entendía la naturaleza de las manifestaciones y había logrado superar las tácticas de WSPU sin niveles indebidos de violencia.  Sylvia Pankhurst escribió que "Durante nuestros conflictos con la  División A, poco a poco nos fueron conociendo y entendiendo nuestros objetivos, y sabíamos que mientras obedeciéramos sus órdenes, ellos nos tratarían, dentro de lo posible, con cortesía y consideración".  El día de la manifestación, la policía había sido reclutada desde Whitechapel y el East End; Estos hombres no tenían experiencia en la vigilancia de sufragistas. Sophia van Wingerden, en su historia del movimiento de sufragio femenino, escribe que "los diferentes relatos de lo sucedido ese día, hacen muy difícil saber qué ocurrió de verdad";  Morrell observa también como el gobierno, la prensa y los manifestantes ofrecen versiones muy distintas.

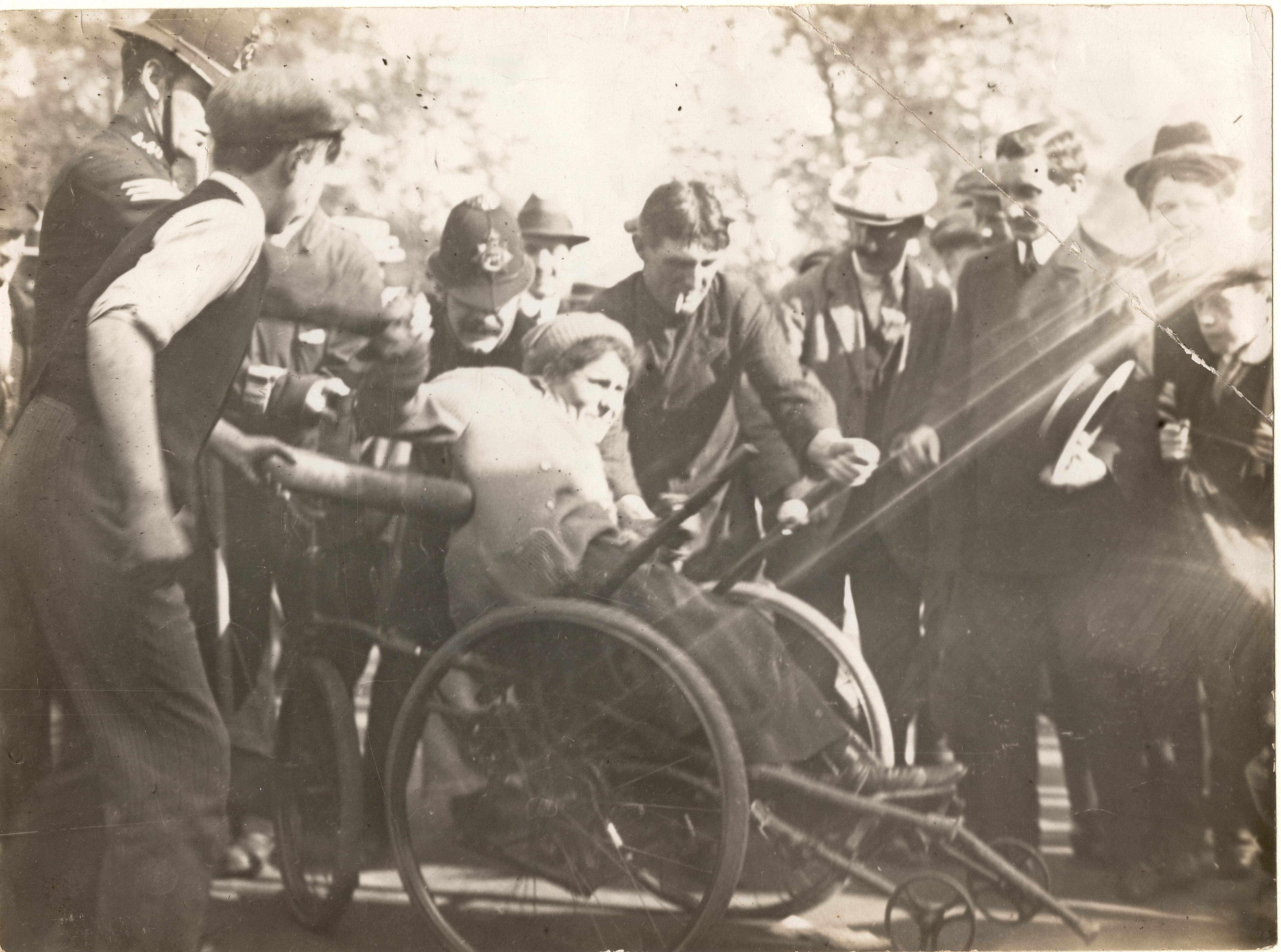
Rosa mayo Billinghurst, una suffragette discapacitada, presente en el viernes Negro

Las mujeres que se acercaban a la Plaza del Parlamento fueron recibidas en la entrada de la Abadía de Westminster por grupos de transeúntes que las maltrataban. Al pasar junto a los hombres, las sufragistas se percataron de que la policía, en lugar de arrestarlos, permitía que las sometieran a violencia e insultos, muchos de ellos de naturaleza sexual. La manifestación continuó durante seis horas; La policía golpeó a las mujeres que intentaban entrar en el parlamento, luego las arrojó a la multitud de espectadores, donde fueron objeto de nuevos ataques.  Muchas de las sufragistas aseguraron que entre la multitud de hombres que las atacaban había policías vestidos de civil. Caxton Hall se utilizó durante todo el día como puesto médico para sufragistas heridas en la manifestación. Sylvia Pankhurst escribió: "Vimos a las mujeres salir y regresar agotadas, con ojos morados, narices sangrantes, contusiones, esguinces y dislocaciones. Un grito corrió por los grupos: '¡Cuidado, están arrastrando a las mujeres a las calles laterales!' Sabíamos que eso siempre significaba algo mucho peor".  Una de las personas que fueron llevadas a una calle lateral fue Rosa May Billinghurst, una sufragista discapacitada que hacía campaña desde una silla de ruedas. La policía la empujó hacia una calle lateral, la agredió y le robaron las llantas de las ruedas, dejándola varada. El historiador Harold Smith escribe que "tanto a los testigos como a las víctimas les pareció que la policía intentó de manera intencionada, someter a las mujeres a humillaciones sexuales en público, para darles una lección".

## Días siguientes
El 18 de noviembre, 4 hombres y 115 mujeres fueron arrestados.  A la mañana siguiente, cuando los arrestados fueron citados en el Tribunal policial de Bow Street, la fiscalía declaró que Winston Churchill, el Ministro del Interior, arguyendo razones de interés público, había considerado que, "en esta ocasión, proceder con la acusación no ofrecía ningún beneficio público".
Todos los cargos fueron retirados.  Katherine E. Kelly, en su investigación de cómo los medios informaron el movimiento sufragista a principios del siglo XX, considera que al retirar los cargos contra los manifestantes, Churchill implementó "un tácito quid pro quo... [en el que] se negó a investigar los cargos de brutalidad policial". El 22 de  noviembre, Asquith anunció que si los liberales regresaran al poder en las próximas elecciones, habría tiempo parlamentario para que se presentara el proyecto de ley de conciliación. La WSPU se enfadó porque la promesa se posponía hasta el próximo parlamento, en lugar de para la próxima sesión. Doscientas sufragistas marcharon a Downing Street, donde estallaron enfrentamientos con la policía, conocidos como la batalla de Downing Street. En esta ocasión 159 mujeres y 3 hombres fueron arrestados. Al día siguiente, otra marcha convocada frente al parlamento se topó con presencia policial, y 18 manifestantes fueron arrestados. Posteriormente se retiraron los cargos contra muchos de los detenidos el 22  y 23 de noviembre. 

## Reacción

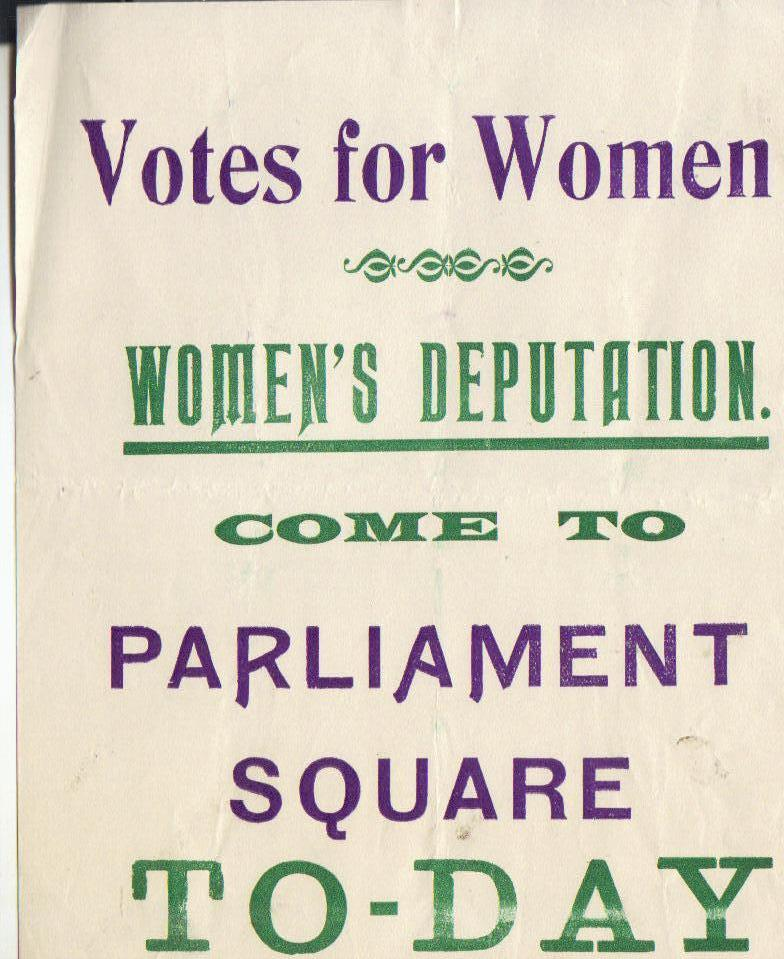
Pasquín de la Unión Social y Política de las Mujeres anunciando la manifestación

El 19 de noviembre de 1910, los periódicos informaron sobre los acontecimientos del día anterior. Según Morrell, "se abstuvieron casi por unanimidad de cualquier mención de brutalidad policial", y se centraron en cambio en el comportamiento de las sufragistas.  La primera página de The Daily Mirror mostró ese día la fotografía de una sufragista en el suelo, tras haber sido golpeada por un policía durante el Black Friday. Es probable que la imagen sea de Ada Wright.  El editor gráfico del periódico remitió la fotografía al Comisionado de la Policía Metropolitana para que diesen su explicación. Inicialmente, se trató de explicar la imagen diciendo que la mujer se había derrumbado por el agotamiento. La imagen también se publicó en Votes for Women, The, Manchester Guardian  y el Daily Express.
Morrell observa que, si los periódicos mostraron alguna simpatía, esta fue para los policías. The Times informó que "a varios policías que cumplían con su deber, se les quitaron los cascos; otro fue retirado por una patada en el tobillo, otro fue cortado en la cara por un cinturón y otro sufrió cortes en la mano";  The Daily Mirror escribió que "la policía mostró gran temperamento y tacto en todo momento y evitó hacer arrestos, pero como de costumbre, muchas de las sufragistas no se quedaron tranquilas hasta no ser arrestadas... en una pelea un agente resultó herido y, cojeando, tuvo que ser ayudado por dos compañeros". Las referencias a las sufragistas eran en tono desaprobatorio por sus acciones. La decisión de Churchill de no procesar a las sufragistas, fue criticada por algunos periódicos. 
El 3 de marzo, Georgiana Solomon, una sufragista que había estado presente en la manifestación, escribió al Times para decir que la policía le había agredido. Ella se había acostado en la cama después del maltrato recibido y no había podido presentar una queja en ese momento. En cambio, había escrito a Churchill el 17 de diciembre con una declaración completa de lo que había sufrido y las acciones que había presenciado contra otras. Había recibido un reconocimiento formal, pero ninguna otra carta del gobierno sobre los hechos. Su carta a Churchill había sido publicada íntegramente en el periódico sufragista Votes for Women. 
Las líderes de WSPU estaban convencidas de que Churchill había dado órdenes a la policía de maltratar a las mujeres, en lugar de arrestarlas rápidamente. Churchill negó la acusación en la Cámara de los Comunes y estaba tan molesto que consideró demandar por difamación a Christabel Pankhurst y a The Times, que eran quienes lo habían denunciado. La edición del 25 de noviembre de 1910 de Votes for Women aseguraba que "Las órdenes del Ministro del Interior, aparentemente, eran que la policía debía estar presente tanto de uniforme como entre la multitud, y que las mujeres debían ser arrojadas de unos a otros".  En la biografía de Emmeline Pankhurst, June Purvis escribe que la policía siguió las órdenes de Churchill de abstenerse de hacer arrestos. El historiador Andrew Rosen considera que Churchill no había dado ninguna orden a la policía para maltratar a las manifestantes. 

### Informe Murray y Brailsford

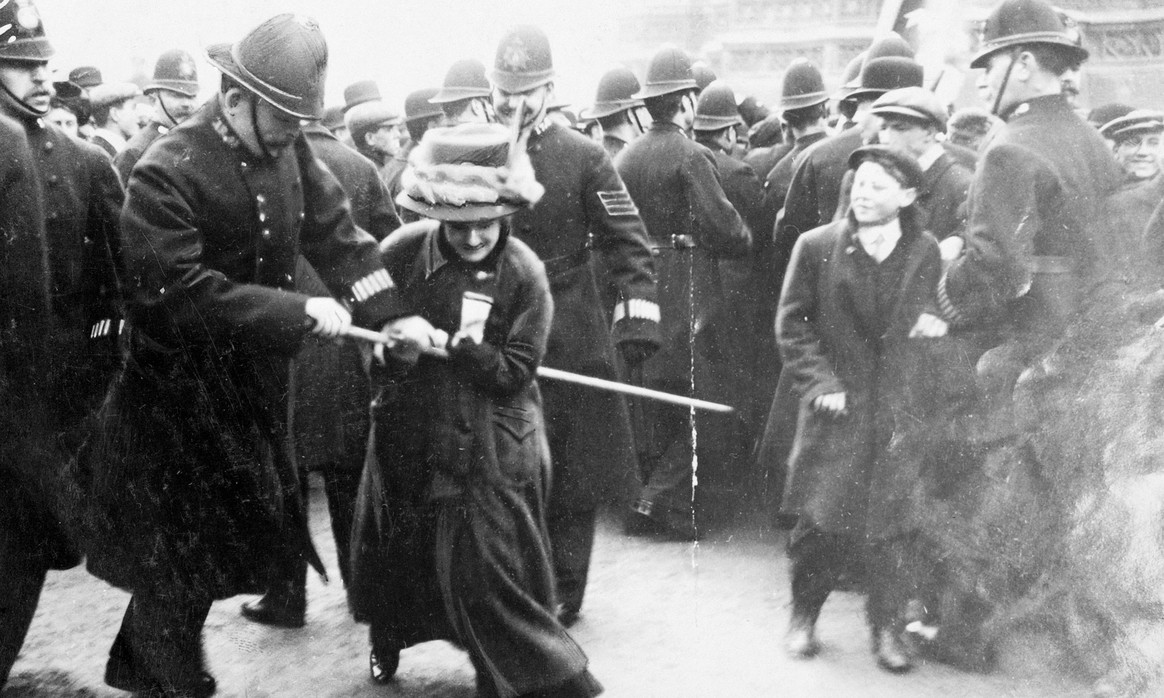
Un policía intenta arrebatarle la pancarta a una suffragette en el Viernes Negro.

Cuando los miembros del comité de conciliación escucharon las historias del maltrato de las manifestantes, exigieron una investigación pública, que fue rechazada por Churchill. El secretario del comité, el periodista Henry Brailsford, y la psicoterapeuta Jessie Murray recopilaron 135 declaraciones de manifestantes, la mayoría sobre actos de violencia contra las mujeres; 29 de ellas también incluían detalles de violencia sexual (indecentes). El memorándum que publicaron resume aquellos relatos:
La queja más frecuente tiene que ver con varias acciones similares descritas como: manosear, pellizcar, atornillar, apretar o retorcer los senos. Esto se hacía generalmente con descaro y públicamente para infligir la mayor humillación. No solo fue un delito contra la decencia; en muchos casos causó dolor intenso... El lenguaje utilizado por algunos de los policías al realizar estas acciones no dejaba ninguna duda sobre su carácter sexual. 
Una mujer, que se identificó como la señorita H, declaró que "un policía... rodeándome con el brazo, me agarró el pecho izquierdo, lo pellizcó y lo retorció muy dolorosamente mientras me decía 'Has estado queriendo esto desde hace mucho tiempo, ¿no? ". La sufragista estadounidense Elisabeth Freeman al informar de que un policía la había agarrado del muslo, declaró: "Exigí que dejara de hacer una acción tan odiosa a una mujer, y el respondió: 'Oh, mi querida amiga, hoy puedo agarrarte donde quiera'";  Otra mujer manifestó que "el policía que intentó moverme lo hizo por detrás metiendo sus rodillas entre mis piernas, con la intención deliberada de atacar mi sexo". 

El 2 de febrero de 1911, el memorándum preparado por Murray y Brailsford fue presentado en la Home Office, junto con la solicitud formal para una investigación pública. Churchill nuevamente se negó.  El 1 de marzo, en respuesta a una pregunta en el parlamento, informó a la Cámara de los Comunes que el memorando:
contiene una gran cantidad de acusaciones contra la policía por mala conducta criminal, que, si hubiera algo de verdad en ellos, deberían haberse formulado en ese momento y no después de un lapso de tres meses.... He investigado al Comisionado [de la Policía Metropolitana] con respecto a ciertas declaraciones generales incluidas en el memorándum y considero que carecen de fundamento. No hay ninguna verdad en la declaración de que la policía tenía instrucciones para que aterrorizaran y maltratasen a las mujeres. Por el contrario, el superintendente a cargo les conminó a que, como tendrían que tratar con mujeres, actuasen con la debida mesura y moderación, sin usar más fuerza de la necesaria y manteniendo ante cualquier provocación, el control del temperamento.. 

## Impacto

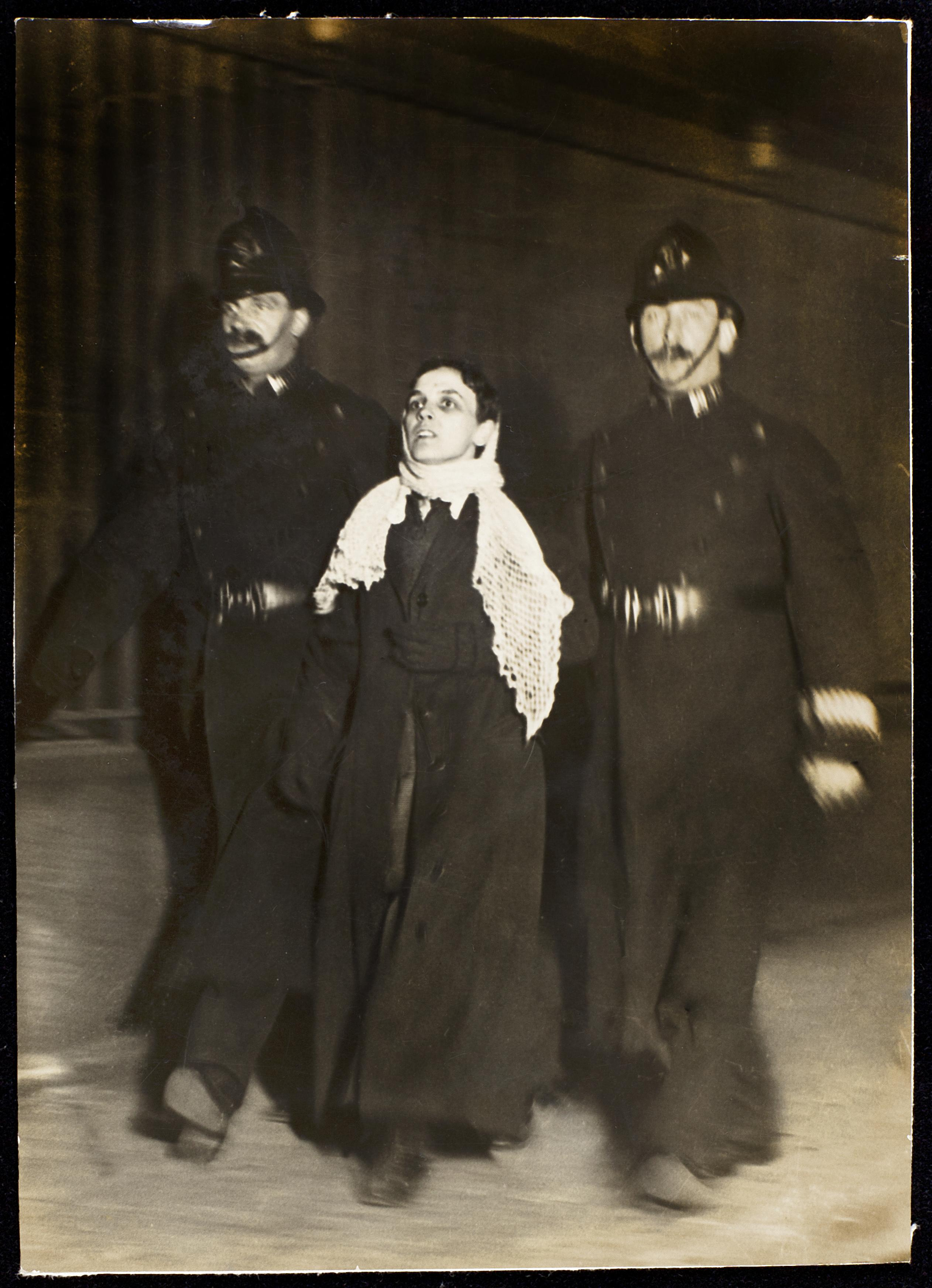
Arresto de una suffragette el Viernes Negro

Las muertes de dos sufragistas se han atribuido al tratamiento que recibieron el Black Friday. Mary Jane Clarke, la hermana menor de Emmeline Pankhurst, estuvo presente tanto en el Black Friday como en la manifestación en Downing Street el 22 de  noviembre. Después de un mes en prisión por romper ventanas en Downing Street, fue liberada el 23 de  diciembre y murió el día de Navidad de una hemorragia cerebral a los 48 años. Emmeline atribuyó su muerte al maltrato que Clarke recibió en las dos manifestaciones de noviembre;  Murray y Brailsford escribieron que "no tenemos evidencia que la muerte de la Sra. Clarke" conecte directamente con las manifestaciones. La segunda víctima mortal que la WSPU relacionó con el maltrato recibido, fue Henria Williams. Le había dado pruebas a Brailsford y Murray de que "un policía después de golpearme durante un tiempo considerable, me agarró apretando sus grandes manos fuertes como el hierro justo sobre mi corazón... Sabía que a menos que hiciera un gran esfuerzo... él me mataría".  Williams murió de un ataque al corazón el 1 de  enero de 1911;  Murray y Brailsford escribieron "hay evidencia que demuestra que la señorita Henria Williams... había sido tratada con gran brutalidad y en el momento fue consciente del efecto que aquello provocó sobre su corazón, que era débil". 
Los acontecimientos que tuvieron lugar entre el 18  y el 25 de  noviembre tuvieron un impacto en las afiliadas al WSPU, muchas de las cuales ya no querían participar en las manifestaciones. Las concentraciones frente al parlamento se detuvieron, y la acción directa, como arrojar piedras y romper ventanas, se hizo más común; Estas acciones daban a las mujeres la oportunidad de escapar antes de que la policía pudiera arrestarlas.  La historiadora Elizabeth Crawford considera que los acontecimientos del Viernes Negro determinaron la "imagen de las relaciones entre las dos fuerzas y marcaron un hito en la relación entre el movimiento sufragista militante y la policía".  Crawford identifica un cambio en las tácticas utilizadas por la policía después del Black Friday. Charles_Edward_Troup, subsecretario del Ministerio del Interior, escribió al Comisionado de la Policía Metropolitana en enero de 1911 para decirle "Creo que no hay duda de que el procedimiento menos incómodo será que la policía no arreste demasiado pronto o posponga el arresto hacia el final", regla que se convirtió en el procedimiento normal adoptado. 
El 17 de noviembre de 2010 se llevó a cabo una vigilia llamada "Remember the Suffragettes" en el Colegio Green de Londres, en Parlament Square, "en honor a la acción directa".

### Publicaciones
- Cavendish, Richard (November 2009). «The House of Lords Rejects the 1909 People's Budget». History Today 59 (11). (requiere suscripción)
- Metropolitan Police and Suffragettes. 1 de marzo de 1911.
- Crawford, Elizabeth (2005). «Police, Prisons and Prisoners: the View from the Home Office». Women's History Review 14 (3 & 4): 487-505. doi:10.1080/09612020500200435.
- Hiley, Nicholas (8 de agosto de 1993). «The Candid Camera of the Edwardian Tabloids». History Today 43 (8): 16-21. (requiere suscripción)
- Holton, Sandra Stanley (2017). «Women's Social and Political Union (act. 1903–1914)». Oxford Dictionary of National Biography (Oxford University Press). doi:10.1093/ref:odnb/95579. Consultado el 20 de marzo de 2018. requiere suscripción
- Kelly, Katherine E. (2004). «Seeing Through Spectacles: The Woman Suffrage Movement and London Newspapers, 1906–13». European Journal of Women's Studies 11 (3): 327-353. doi:10.1177/1350506804044466.
- Murray, Bruce (Autumn 2009). «The 'People's Budget' a Century on» (pdf). Journal of Liberal History (Liberal Democrat History Group) (64): 4-13.
- Parliamentary Franchise (Women). 14 de junio de 1910.
- Tomes, Jason (2008). «Lytton, Victor Alexander George Robert Bulwer-, second earl of Lytton (1876–1947)». Oxford Dictionary of National Biography (Oxford University Press). doi:10.1093/ref:odnb/32169. Consultado el 16 de abril de 2018. requiere suscripción
- Trueman, Hayley (2004). «Billinghurst, (Rosa) May (1875–1953)». Oxford Dictionary of National Biography (Oxford University Press). doi:10.1093/ref:odnb/63834. Consultado el 16 de abril de 2018. requiere suscripción
- van Heyningen, Elizabeth (2006). «Solomon [née Thomson], Georgiana Margaret (1844–1933)». Oxford Dictionary of National Biography (Oxford University Press). doi:10.1093/ref:odnb/56252. Consultado el 20 de marzo de 2018. requiere suscripción
- Watson, Steven (April 1953). «The Budget and the Lords: The Crisis of 1910–11». History Today 3 (4). (requiere suscripción)

### Artículos
- «Ninety Suffragettes Arrested». The Daily Mirror. 19 de noviembre de 1910. p. 4.
- «The Outlook». Votes for Women. 25 de noviembre de 1910. pp. 117-118. Consultado el 13 de abril de 2018.
- Pankhurst, Sylvia (25 de noviembre de 1910). «Miss Sylvia Pankhurst's Account». Votes for Women. pp. 120-121. Consultado el 13 de abril de 2018.
- Solomon, Georgiana (1911a). «Black Friday». Votes for Women. pp. 1-5. Archivado desde el original el 23 de octubre de 2020. Consultado el 25 de marzo de 2018.
- Solomon, Georgiana (3 March 1911b). «Treatment of the Women's Deputations by the Police». The Times. p. 10.
- «A Spectacle for the Women of England». The Daily Express. 19 de noviembre de 1910. p. 1.
- «Suffrage Raiders». The Times. 19 de noviembre de 1910. p. 10.
- «Suffragettes at the House of Commons Yesterday». The Manchester Guardian. 19 de noviembre de 1910. p. 7.
- «Suffragists or suffragettes – who won women the vote?». BBC. 6 de febrero de 2018. Consultado el 20 de marzo de 2018.